# Адміністративний устрій Буринського району
Адміністративний устрій Буринського району — адміністративно-територіальний поділ Буринського району Сумської області на 1 міську громаду, 1 селищну громаду і 12 сільських рад, які об'єднують 61 населений пункт та підпорядковані Буринській районній раді. Адміністративний центр — місто Буринь.

## Список громадБуринського району
- Буринська міська громада
- Дубов'язівська селищна громада

## Список радБуринського району
| №  | Назва                      | Центр         | Населені пункти                                                          | Площа км² | Місце за площею | Населення (2001), чол. | Місце за населенням |
| -- | -------------------------- | ------------- | ------------------------------------------------------------------------ | --------- | --------------- | ---------------------- | ------------------- |
| 1  | Біжівська сільська рада    | c. Біжівка    | c. Біжівка c. Болотівка c. Голуби                                        |           |                 |                        |                     |
| 2  | Вознесенська сільська рада | c. Вознесенка | c. Вознесенка c. Коренівка c. Сорока                                     |           |                 |                        |                     |
| 3  | Гвинтівська сільська рада  | c. Гвинтове   | c. Гвинтове c. Коновалове c. Нечаївка c. Шевченкове                      |           |                 |                        |                     |
| 4  | Дяківська сільська рада    | c. Дяківка    | c. Дяківка c. Гатка c-ще Жовтневе c-ще Кошарське c. Сапушине c. Шпокалка |           |                 |                        |                     |
| 5  | Клепалівська сільська рада | c. Клепали    | c. Клепали c. Ігорівка                                                   |           |                 |                        |                     |
| 6  | Миколаївська сільська рада | c. Миколаївка | c. Миколаївка c. Бошівка                                                 |           |                 |                        |                     |
| 7  | Михайлівська сільська рада | c. Михайлівка | c. Михайлівка c. Бондарі c. Нова Олександрівка c. Темне                  |           |                 |                        |                     |
| 8  | Пісківська сільська рада   | c. Піски      | c. Піски c. Новий Мир                                                    |           |                 |                        |                     |
| 9  | Слобідська сільська рада   | c. Слобода    | c. Слобода c-ще Леонтіївка c-ще Сорочинське                              |           |                 |                        |                     |
| 10 | Сніжківська сільська рада  | c. Сніжки     | c. Сніжки c. Вишневий Яр c. Молодівка c. Пасьовини                       |           |                 |                        |                     |
| 11 | Хустянська сільська рада   | c. Хустянка   | c. Хустянка c. Харченки c. Шкуматове c. Ярове                            |           |                 |                        |                     |
| 12 | Черепівська сільська рада  | c. Черепівка  | c. Черепівка c. Карпенкове                                               |           |                 |                        |                     |

* Примітки: м. — місто, с-ще — селище, смт — селище міського типу, с. — село